# Västerhejde
Västerhejde ist ein Ort (tätort) auf der schwedischen Ostseeinsel Gotland in der Provinz Gotlands län und der historischen Provinz Gotland. Der Ort in der Gemeinde Gotland ist erstmals im Jahre 1327 als Westrede urkundlich erwähnt. Der Name setzt sich aus der Himmelsrichtung Westen und dem altgutnischen Wort hajd für Heide zusammen.

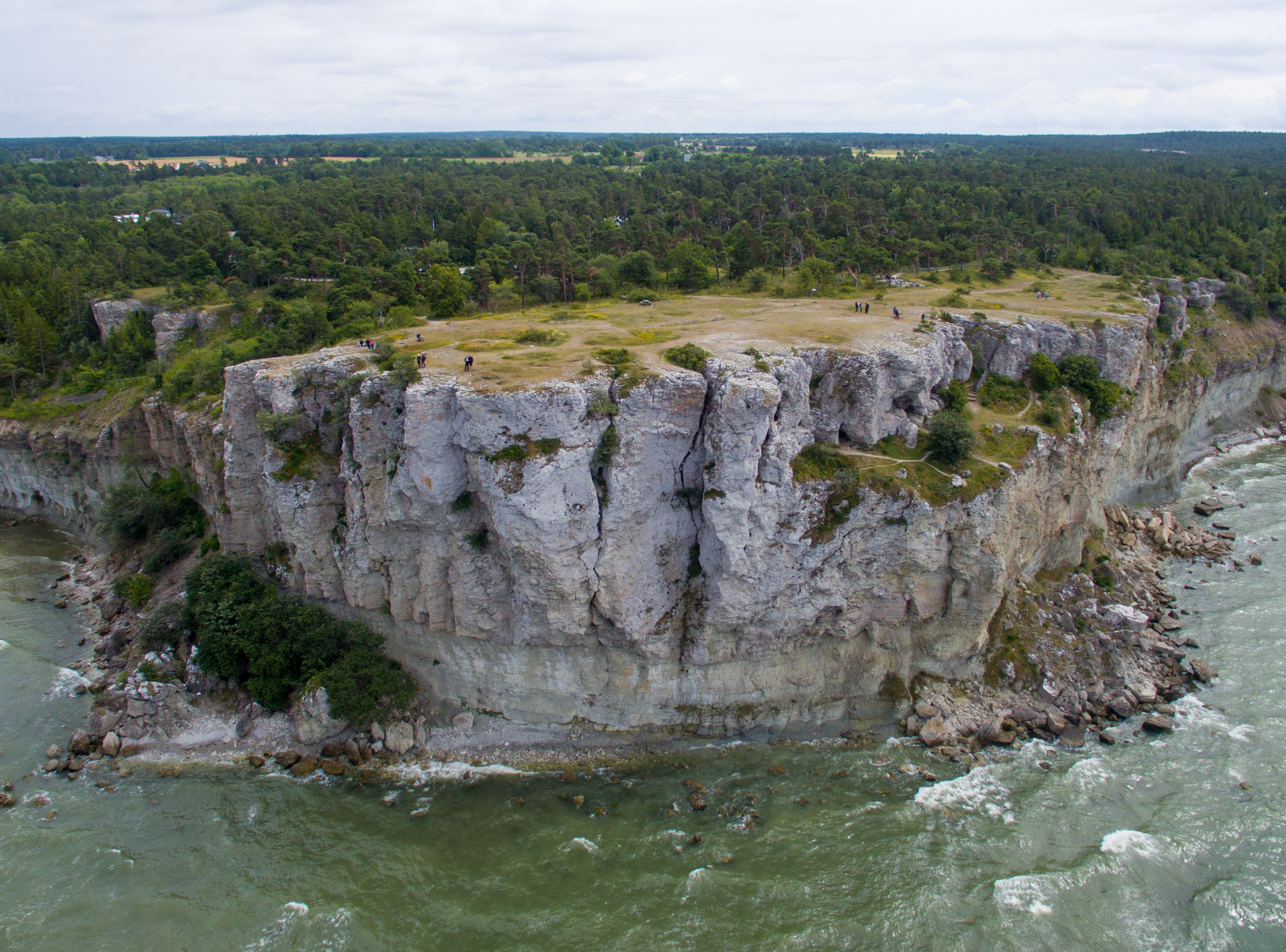
Högklint in Västerhejde

In Väterhejde befindet sich eine mittelalterliche Landkirche und ein Runenstein. 
Der etwa 2,3 m hohe, ins Mittelalter (1300 bis 1399) datierte, Runenstein G 210 steht innerhalb der Kirchenmauer der Västerhejde-Kirche. Der Text lautet: Hier liegt Geirvald aus Bjärs und seine Frau (Hausfrau).